# پری‌شاهرخ اوراسیایی
پَری‌شاهرُخ اوراسیایی یا پری‌شاهرخ معمولی (نام علمی: Oriolus oriolus) پرنده‌ای کوچک و درخت‌زی از تیرهٔ پری‌شاهرخان است. جنس نرش دارای بال‌ها و انتهای دم سیاه و پرهای زینتی به‌رنگ زرد درخشان در قسمت سر، شکم و کناره‌های دم بوده و جنس ماده و نابالغ آن به‌رنگ سبز مایل به زرد با بال‌ها و دم پررنگ‌تر و سطح شکمی تقریباً خاکستری که تا حدی رگه‌رگه می‌باشد است.
به این پرنده، مرغ انجیرخوار و مرغ‌انجیر هم گفته می‌شود.

## ویژگی‌ها
پری شاهرخ پرنده‌ای به طول حدود بیست سانتیمتر است. پرنده نر با بال‌ها و انتهای دم سیاه و پرهای زینتی به‌رنگ زرد درخشان در قسمت سر، شکم و کناره‌های دمش است، ولی ماده و نابالغ این پرنده سبز مایل به زرد با بال‌ها و دم پررنگ‌تر و سطح شکمی تقریباً خاکستری که تا حدی رگه‌رگه می‌باشد است و در بین شاخ و برگ درختان تشخیص آن دشوار می‌باشد.
پرواز پری شاهرخ سریع و موجی است. با نشیب و فرازهای طولانی که با یک اوج گرفتن خاص روی شاخه می‌نشیند. او معمولاً نزدیک به نوک درخت، خود را در بین شاخ و برگ پنهان می‌کند. بین ۳ تا۶ تخم می‌گذارد و خوراکش حشرات و میوه‌ها هستند.

## زیستگاه
پری شاهرخ درخت‌زی است و روی درختان برگ‌ریز پاییزی در درختستان‌ها، پارک‌های پردرخت، میوه‌زارهای کهن و جنگل‌ها زندگی کرده و بیشتر اوقاتش را در لایه تاج‌پوش جنگل می‌گذراند. او لانه‌اش را معمولاً بین دو انشعاب یک شاخه افقی به صورت آویزان می‌سازد.

## پراکندگی
پری شاهرخ از پرندگان مهاجر تابستانی در غرب آسیا و اروپاست و فصل‌های سرد را در مناطق استوایی می‌گذراند. به صورت مهاجر عبوری در همه جای ایران دیده می‌شده ولی به‌دلیل نابودی زیستگاه‌های مختص به این پرنده، اعم از قطع درختان کهنسال باغ‌ها و پارک‌ها، جمعیت این پرنده در ایران رو به کاهش نهاده‌است.
این پرنده با نام محلی آهیل یا آئیل در منطقهٔ گیلان زندگی می‌کند.

## آواز
صدای این پرنده شبیه صدای زاغ است ولی آوازش نوای گوشنوازی دارد که یکبار شنیدن، باعث تمیزدهی آن می‌شود. آواز پری شاهرخ را بشنوید

## نگاره

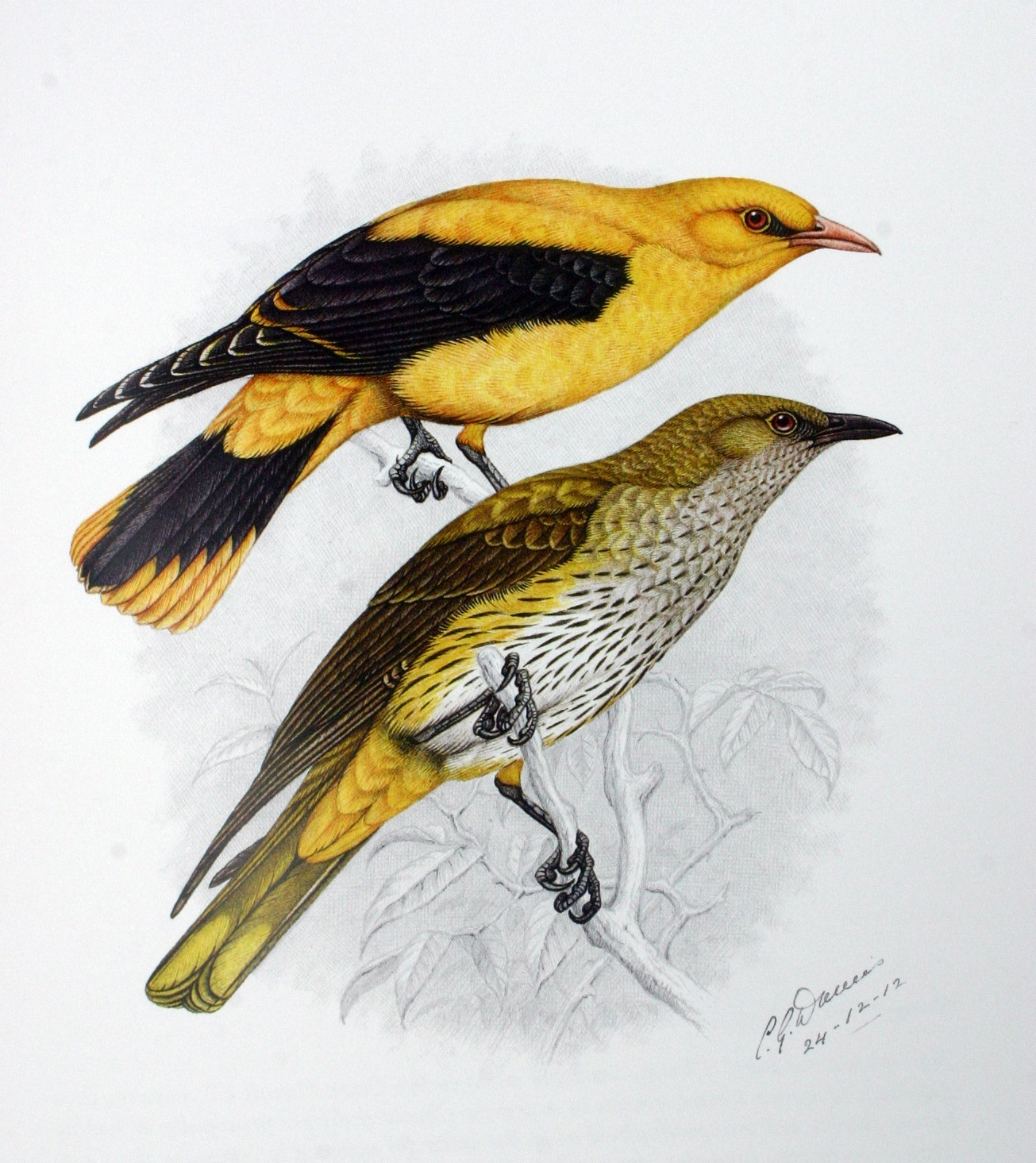
نگاره‌ای از پرنده نر جوان و بالغ
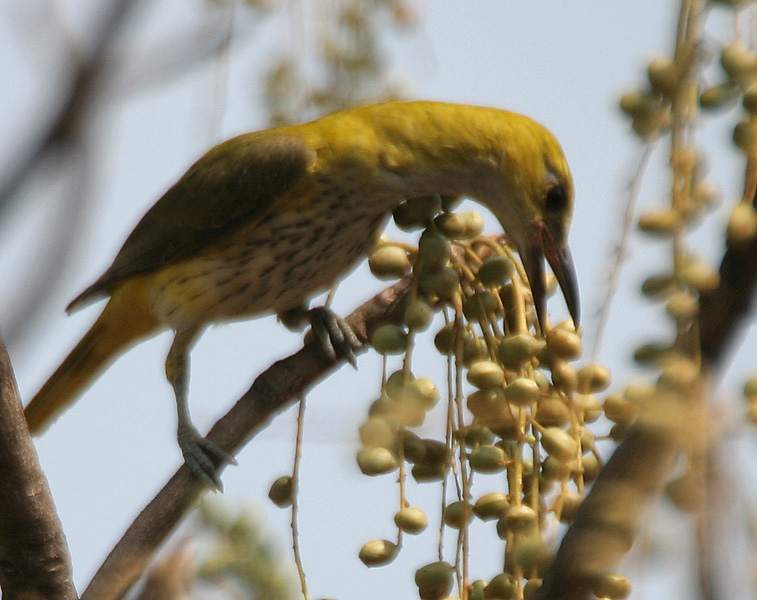
پرنده نابالغ در ایالت آندرا پرادش کشور هند
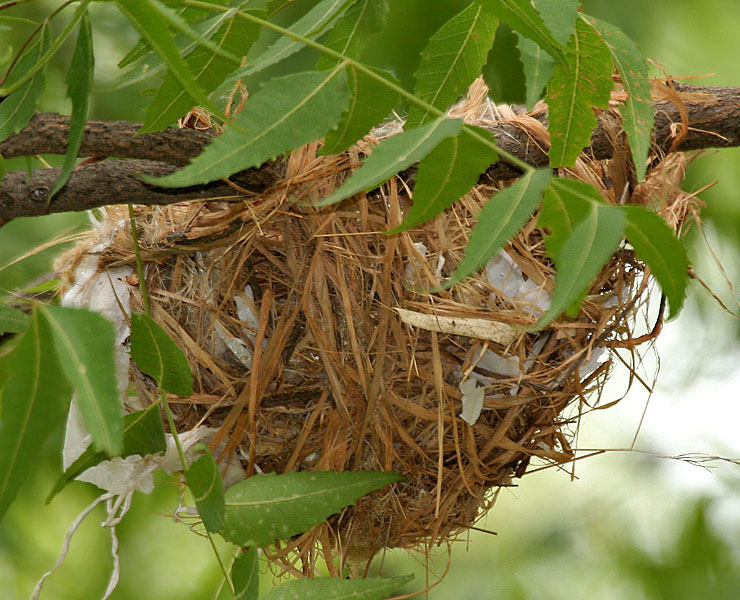
لانه پرنده در حیدرآباد هند
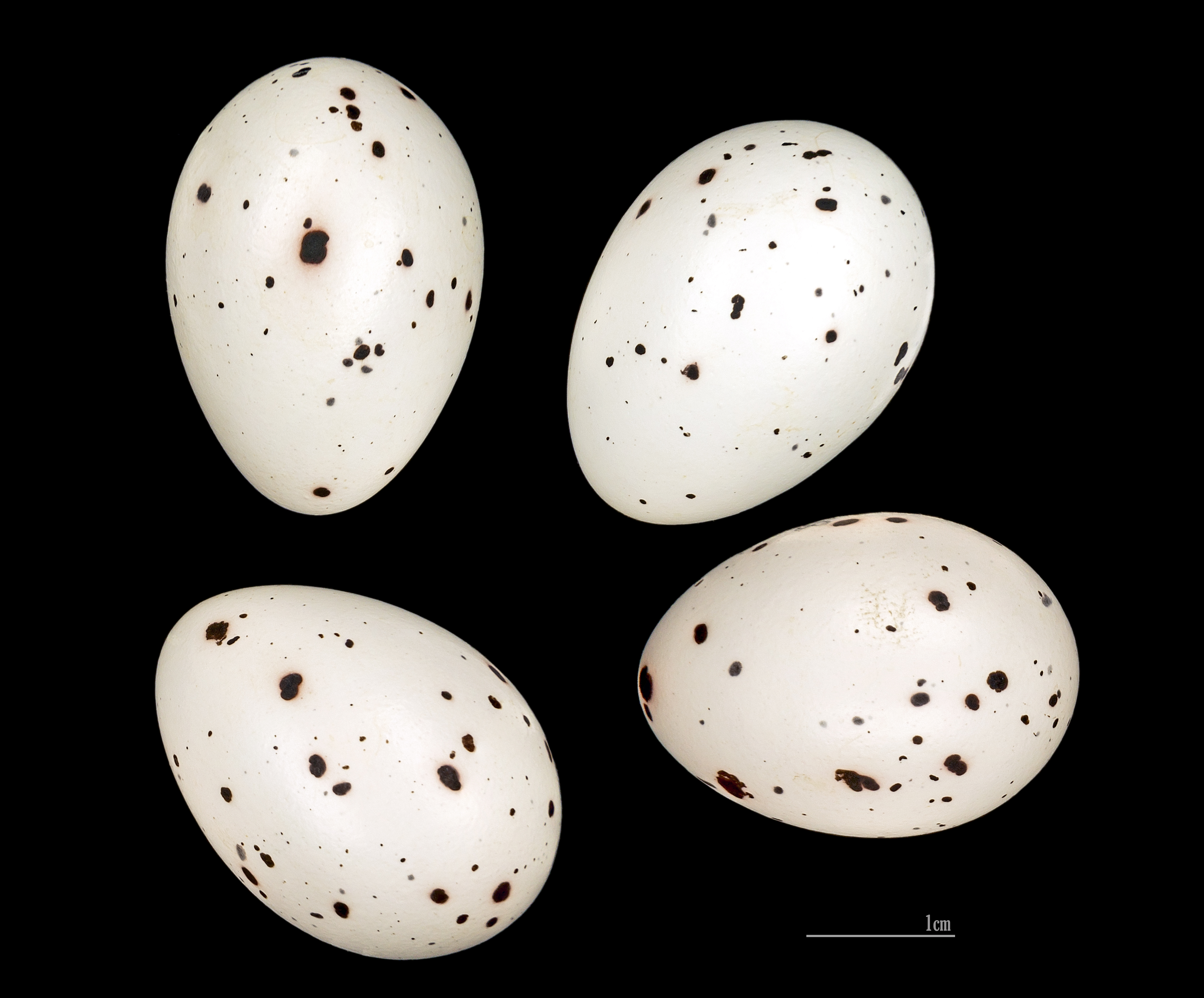
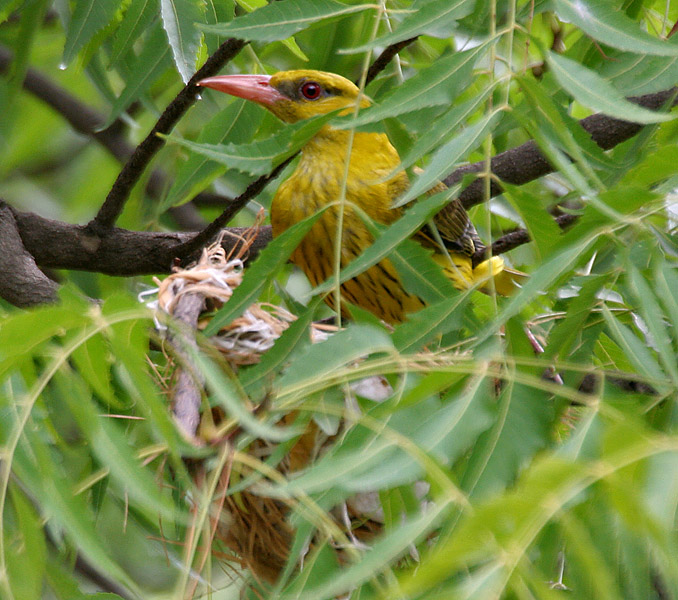
پرنده ماده در لانه حوالی حیدرآباد
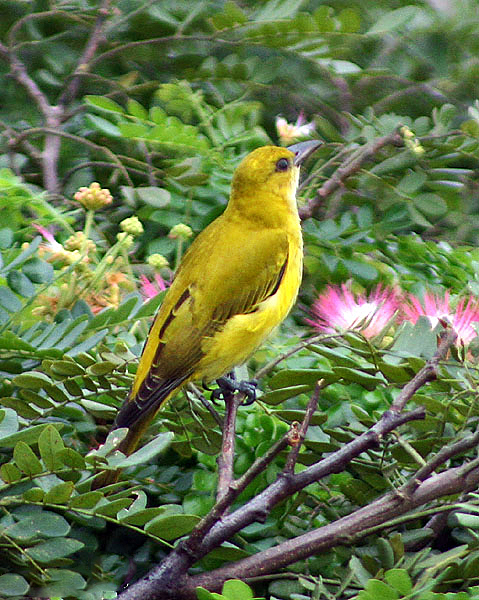
پرنده نابالغ در کلکته هند
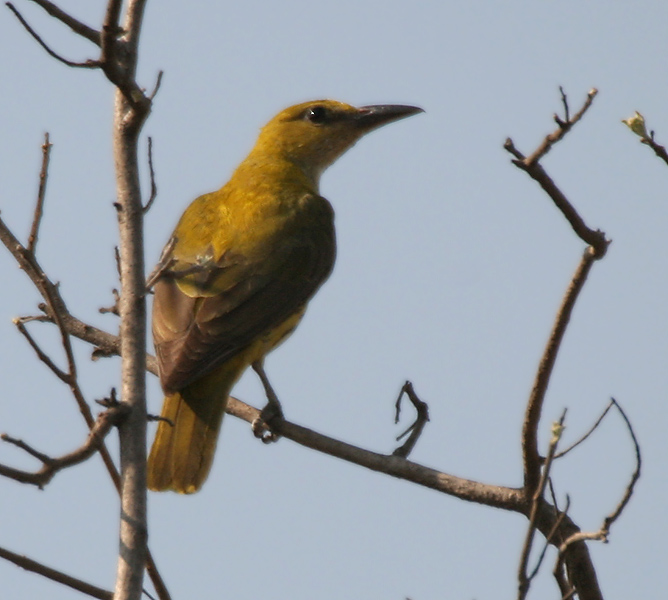
پرنده نابالغ در حیدرآباد هند
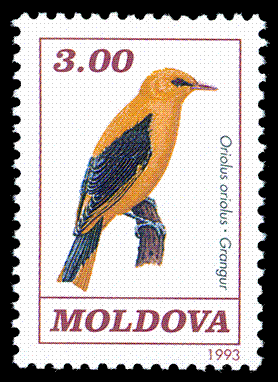